# Hulme
Pour les articles homonymes, voir Hulme.
Hulme est une aire urbaine et une circonscription électorale de Manchester, au nord-ouest de l'Angleterre. 
Située juste au sud du centre-ville de Manchester, elle a un riche passé industriel. La population de Hulme en 2001 était 8.932 habitants.

## Présentation
Appartenant originellement au Lancashire, Hulme doit son nom d'un mot en vieux nordique désignant une petite île, ou une terre entourée d'eau ou de marais. Cela indique que la zone pourrait avoir été occupée par les Normands au temps de la Danelaw.
Hulme est séparée du centre de Manchester par le fleuve Medlock. 
La partie de Hulme à l'ouest près de Old Trafford est nommé Cornbrook. 